# La Farga (Arbúcies)
La Farga és una farga habilitada com a taller d'Arbúcies (Selva) inclosa a l'Inventari del Patrimoni Arquitectònic de Catalunya.

## Descripció
Es tracta d'un edifici de planta rectangular, tres pisos i golfes, amb coberta a dues vessants a laterals. Es troba en molt mal estat. Les obertures de la façana principal són de diferents mides, a la planta baixa, estan tapiades i una d'elles conserva la llinda de fusta. Al primer pis hi ha dos balcons i una de les finestres, molt destrossada és d'arc rebaixat. Al segon pis les finestres són rectangulars amb arc de descàrrega de rajol i destaquen les obertures circulars, també de rajol, del tercer pis. Del parament, s'aprecia la meitat dreta de la façana de rajol i l'esquerra de maçoneria amb alguna part arrebossada i pintada de blanc.
L'interior de l'edifici es troba en ruïnes i part de la teulada i d'algun sostre ha caigut. Al costat esquerre, hi ha una dependència adossada, de planta rectangular que tal com la pintura de la façana indica havia sigut un taller de carrosseries, construït l'any 1936. La teulada és d'uralita i les obertures metàl·liques. Es tracta d'una construcció més moderna que l'edifici original.
A la part del darrere, hi ha la bassa coneguda com a Bassa de la Farga.

## Història
L'edifici és una antiga farga d'aram documentada per Zamora a finals del segle xviii. Actualment pertany a la família Garolera però prové de la fundació J.L Lambert, que l'any 1846 la refundà, construint edificacions i eixamplant la séquia existent. Va funcionar dins el 1873 i posteriorment fou, successivament, una blanqueria de pells, una fàbrica de plumilles, tornaria, i una de carrosseries (primer “Can Gelada” i després “Can Beules”), fins que es va tancar. En resten la bassa i diverses edificacions annexes.